# Anolis

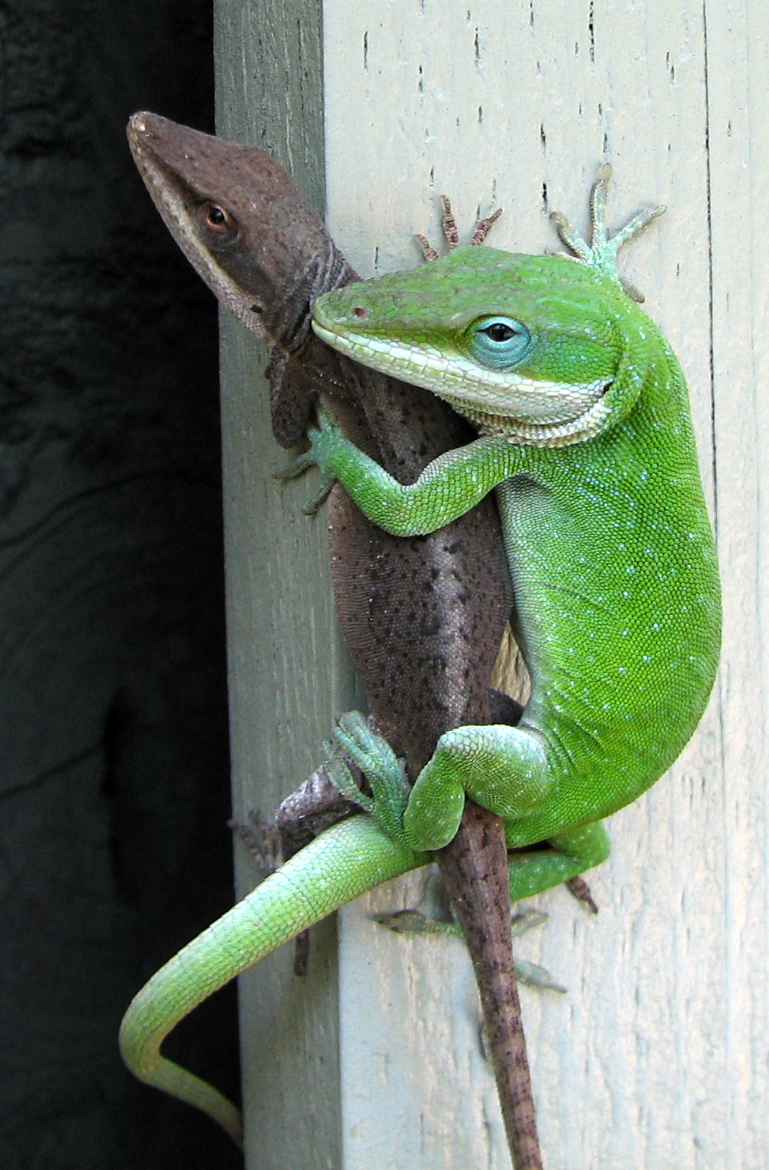
Dos Anolis carolinensis mostrant la diferència de color en anolis de la mateixa espècie.

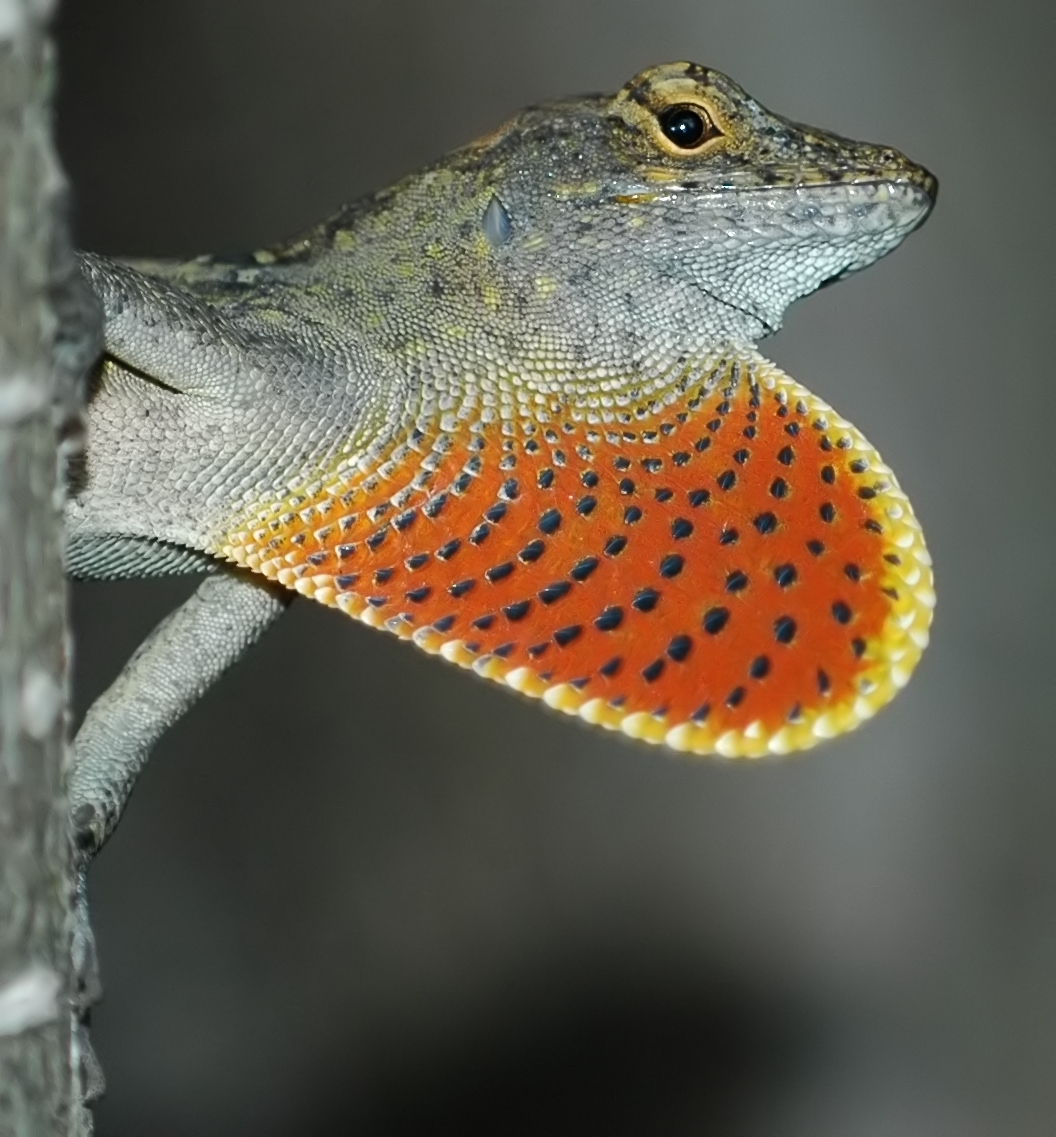
Un Anolis sagrei; mascle desplegant el seu plec de gola

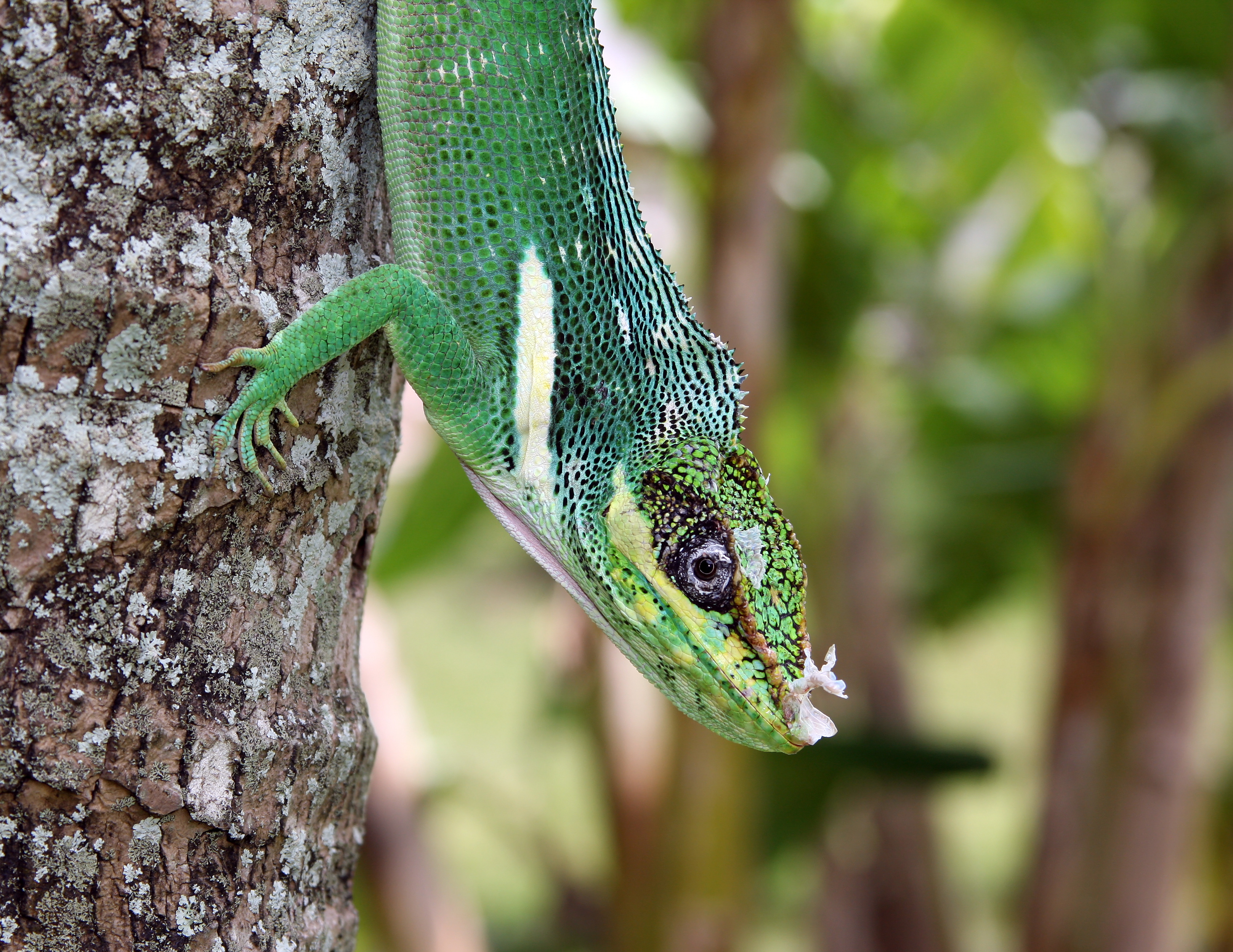
Anolis equestris en colors vius

Anolis én un gènere de sauròpsids (rèptils) escatosos de la família Dactyloidae, coneguts popularment com a anolis. És un grup molt divers i complex, amb 429 espècies reconegudes, pròpies del Carib, Amèrica central i del sud. Almenys una espècie d'anolis, Anolis sagrei, s'ha naturalitzat fora d'Amèrica, a Angola.

## Característiques
Són llangardaixos relativament petits i diürns. Algunes espècies poden canviar de color. Els mascles tenen un plec de gola o sotabarba extensible i sovint de colors vius. Generalment viuen als arbres.

## Taxonomia
- Anolis achilles Taylor 1956
- Anolis acutus Hallowell 1856
- Anolis adleri Smith 1972
- Anolis aeneus Gray 1840
- Anolis aequatorialis Werner 1894
- Anolis agassizi Stejneger 1900

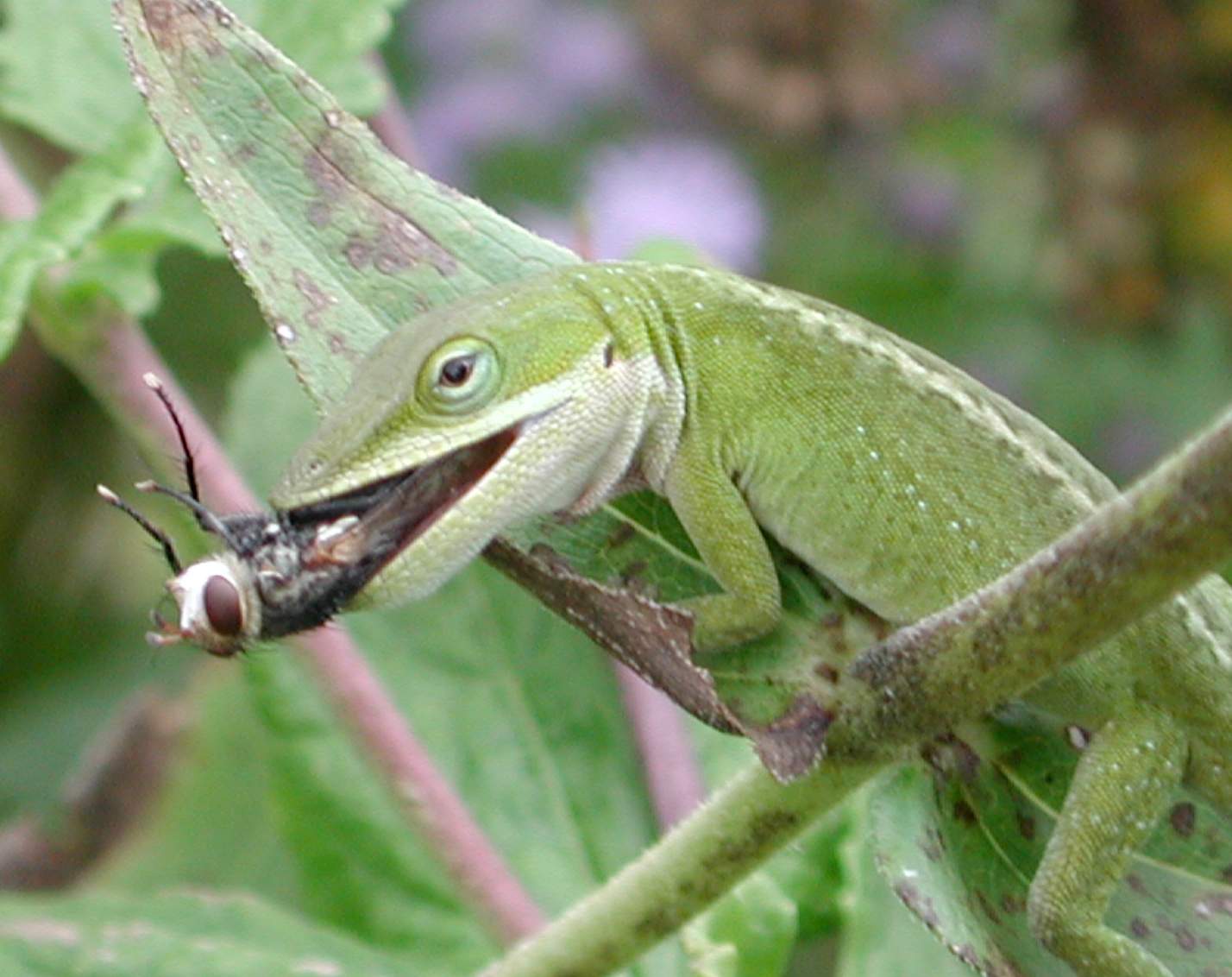
Anolis carolinensis devorant un insecte del gènere Eristalis

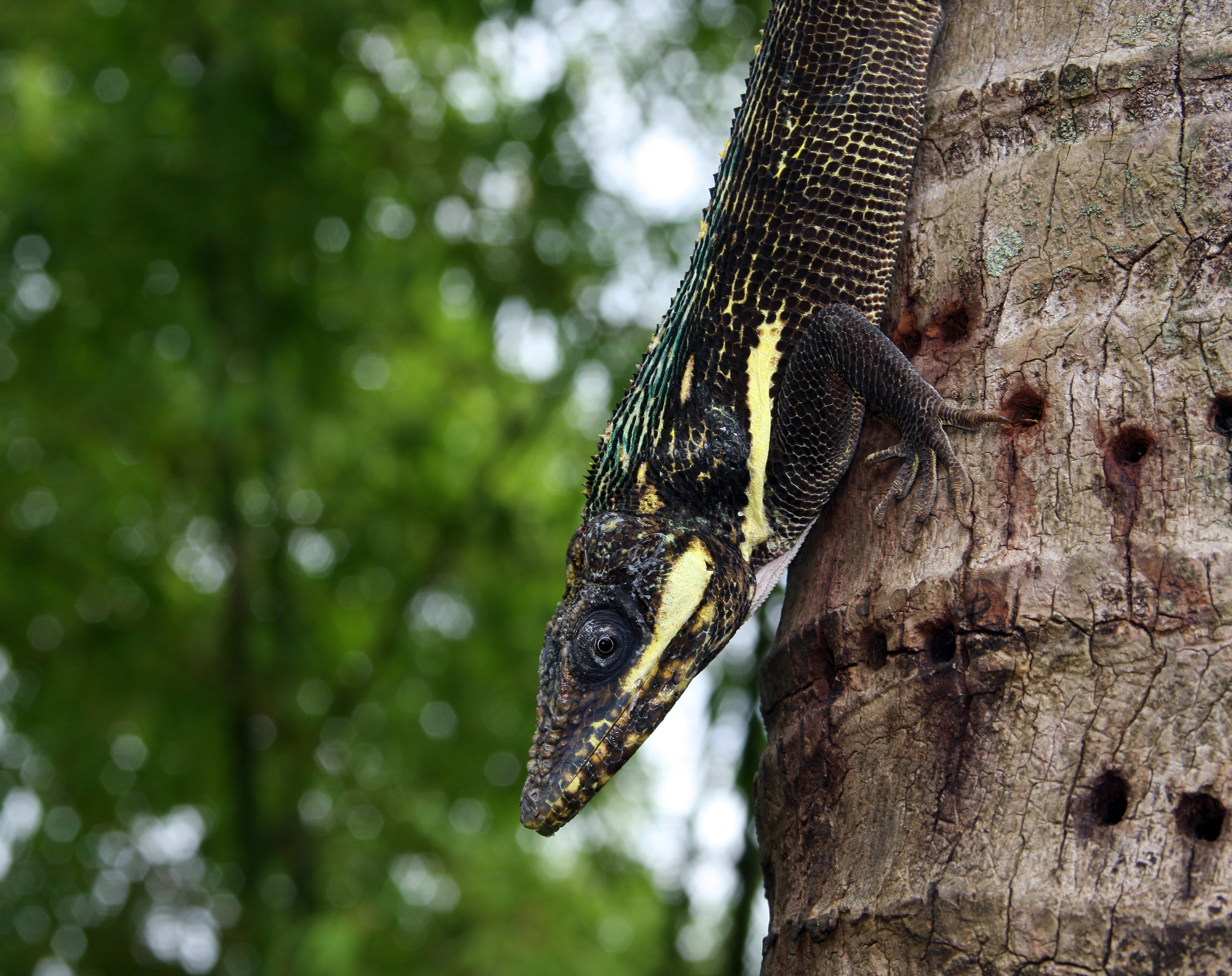
Anolis equestris en color fosc

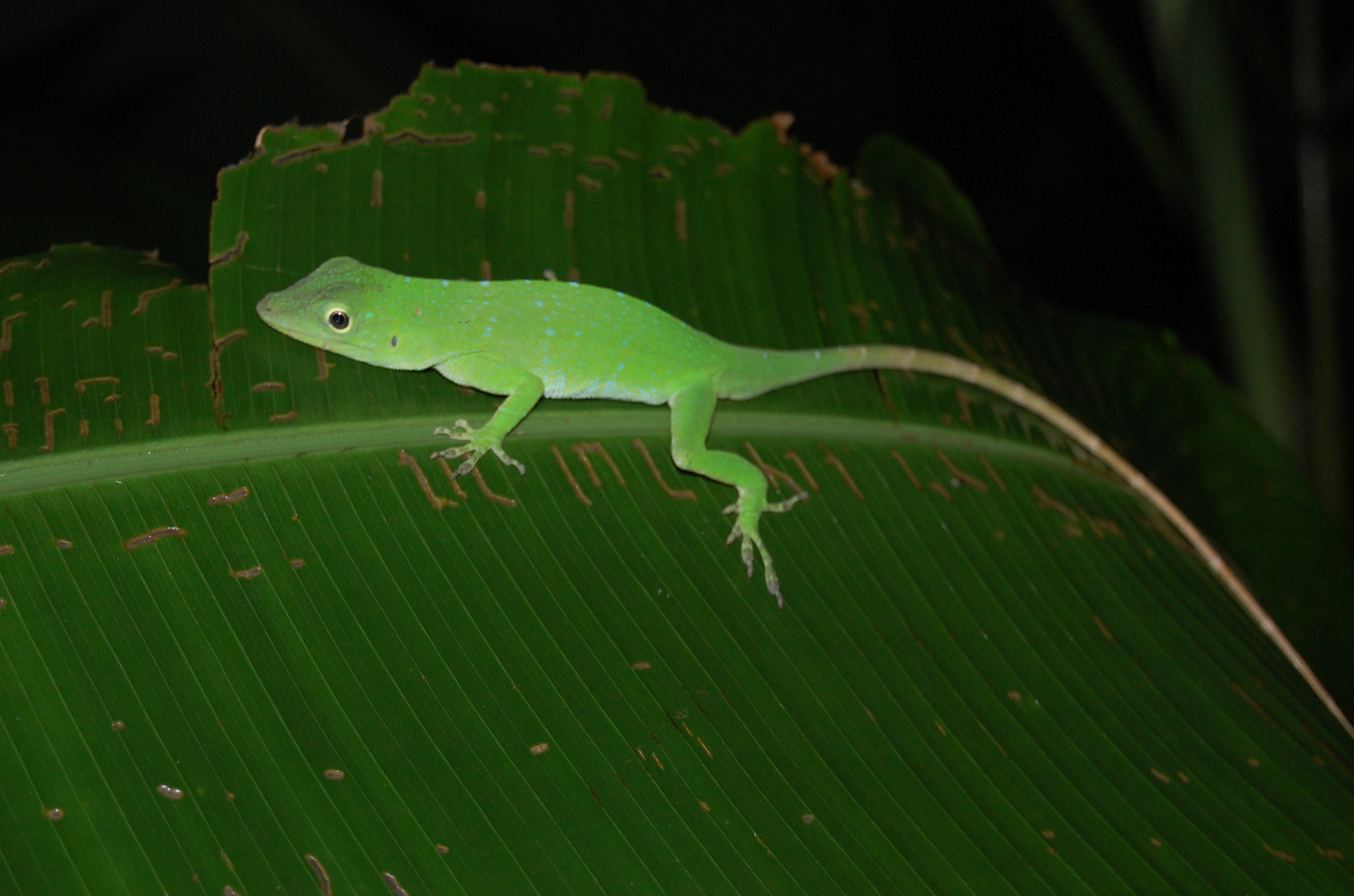
Anolis biporcatus

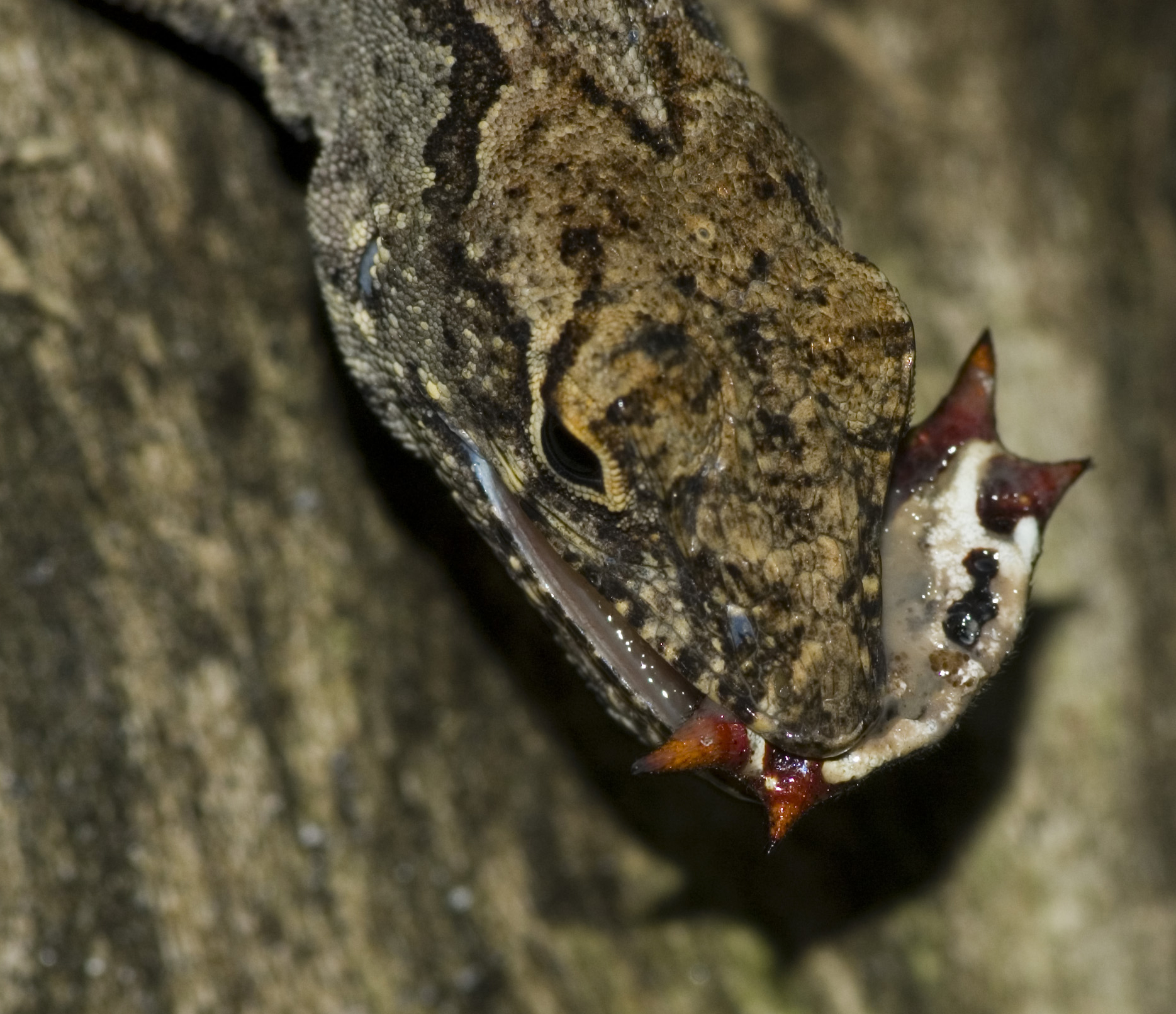
Un Anolis sagrei menjant una aranya

- Anolis agueroi Diaz, Navarro & Garrido 1998
- Anolis ahli Barbour 1925
- Anolis alayoni Estrada & Hedges 1995
- Anolis alfaroi Garrido & Hedges 1992
- Anolis aliniger Mertens 1939
- Anolis allisoni Barbour 1928
- Anolis allogus Barbour & Ramsden 1919
- Anolis altae Dunn 1930
- Anolis altavelensis Noble & Hassler 1933
- Anolis alumina Hertz 1976
- Anolis alutaceus Cope 1861
- Anolis alvarezdeltoroi Nieto Montes de Oca 1996
- Anolis amplisquamosus Mccranie, Wilson & Williams 1993
- Anolis anatoloros Ugueto, Rivas Fuenmayor, Barros, Sánchez-Pacheco & García-Pérez 2007
- Anolis anfiloquioi Garrido 1980
- Anolis angusticeps Hallowell 1856
- Anolis anisolepis Smith, Burley & Fritts 1968
- Anolis annectens Williams 1974
- Anolis antioquiae Williams 1985
- Anolis antonii Boulenger 1908
- Anolis apletophallus Köhler & Sunyer 2008
- Anolis apollinaris Boulenger 1919
- Anolis aquaticus Taylor 1956
- Anolis argenteolus Cope 1861
- Anolis argillaceus Cope 1862
- Anolis armouri Cochran 1934
- Anolis attenuatus Taylor 1956
- Anolis auratus Daudin 1802
- Anolis baccatus Bocourt 1873
- Anolis bahorucoensis Noble & Hassler 1933
- Anolis baleatus Cope 1864
- Anolis baracoae Schwartz 1964
- Anolis barahonae Williams 1962
- Anolis barbatus Garrido 1982
- Anolis barbouri Schmidt 1919
- Anolis barkeri Schmidt 1939
- Anolis bartschi Cochran 1928
- Anolis bellipeniculus Myers & Donnelly 1996
- Anolis bicaorum Köhler 1996
- Anolis bimaculatus Sparrman 1784
- Anolis binotatus Peters 1863
- Anolis biporcatus Wiegmann 1834
- Anolis birama Garrido 1990
- Anolis bitectus Cope 1864
- Anolis blanquillanus Hummelinck 1940
- Anolis bocourtii Cope 1876
- Anolis boettgeri Boulenger 1911
- Anolis bombiceps Cope 1876
- Anolis bonairensis Ruthven 1923
- Anolis breedlovei Smith & Paulson 1968
- Anolis bremeri Barbour 1914
- Anolis brevirostris Bocourt 1870
- Anolis brunneus Cope 1894
- Anolis calimae Ayala, Harris & Williams 1983
- Anolis campbelli Köhler & E.N. Smith 2008
- Anolis capito Peters 1863
- Anolis caquetae Williams 1974
- Anolis carlostoddi Williams, Praderio & Gorzula 1996
- Anolis carolinensis Voigt 1832
- Anolis carpenteri Echelle, Echelle & Fitch 1971
- Anolis casildae Arosemena, Ibanez & de-Sousa 1991
- Anolis caudalis Cochran 1932
- Anolis centralis Peters 1970
- Anolis chamaeleonides Duméril & Bibron 1837
- Anolis chloris Boulenger 1898
- Anolis chlorocyanus Duméril & Bibron 1837
- Anolis chocorum Williams & Duellman 1967
- Anolis christophei Williams 1960
- Anolis chrysolepis Duméril & Bibron 1837
- Anolis clivicola Barbour & Shreve 1935
- Anolis cobanensis Stuart 1942
- Anolis coelestinus Cope 1862
- Anolis compressicauda Smith & Kerster 1955
- Anolis concolor Cope 1862
- Anolis confusus Estrada & Garrido 1991
- Anolis conspersus Garman 1887
- Anolis cooki Grant 1931
- Anolis crassulus Cope 1864
- Anolis cristatellus Duméril & Bibron 1837
- Anolis cristifer Smith 1968
- Anolis cryptolimifrons Köhler & Sunyer 2008
- Anolis cumingii Peters 1863
- Anolis cupeyalensis Peters 1970
- Anolis cupreus Hallowell 1860
- Anolis cuprinus Smith 1964
- Anolis cuscoensis Poe, Yañez-Miranda & Lehr 2008
- Anolis cusuco Mccranie, Köhler & Wilson 2000
- Anolis cuvieri Merrem 1820
- Anolis cyanopleurus Cope 1861
- Anolis cybotes Cope 1862
- Anolis cymbops Cope 1864
- Anolis damulus Cope 1864
- Anolis danieli Williams 1988
- Anolis darlingtoni Cochran 1935
- Anolis datzorum Köhler, Ponce, Sunyer & Batista 2007
- Anolis delafuentei Garrido 1982
- Anolis deltae Williams 1974
- Anolis desechensis Heatwole 1976
- Anolis dissimilis Williams 1965
- Anolis distichus Cope 1861
- Anolis dolichocephalus Williams 1963
- Anolis dollfusianus Bocourt 1873
- Anolis duellmani Fitch & Henderson 1973
- Anolis dunni Smith 1936
- Anolis eewi Roze 1958
- Anolis equestris Merrem 1820
- Anolis ernestwilliamsi Lazell 1983
- Anolis etheridgei Williams 1962
- Anolis eugenegrahami Schwartz 1978
- Anolis eulaemus Boulenger 1908
- Anolis euskalerriari Barros, Williams & Viloria 1996
- Anolis evermanni Stejneger 1904
- Anolis extremus Garman 1887
- Anolis fairchildi Barbour & Shreve 1935
- Anolis fasciatus Boulenger 1885
- Anolis ferreus Cope 1864
- Anolis festae Peracca 1904
- Anolis fitchi Williams & Duellman 1984
- Anolis forbesi Smith & Van Gelder 1955
- Anolis fortunensis Arosemena & Ibanez 1993
- Anolis fowleri Schwartz 1973
- Anolis fraseri Günther 1859
- Anolis frenatus Cope 1899
- Anolis fugitivus Garrido 1975
- Anolis fungosus Myers 1971
- Anolis fuscoauratus d'Orbigny 1837
- Anolis gadovii Boulenger 1905
- Anolis garmani Stejneger 1899
- Anolis garridoi Diaz, Estrada & Moreno 1996
- Anolis gemmosus O'Shaughnessy 1875
- Anolis gibbiceps Cope 1864
- Anolis gingivinus Cope 1864
- Anolis gorgonae Barbour 1905
- Anolis gracilipes Boulenger 1898
- Anolis grahami Gray 1845
- Anolis granuliceps Boulenger 1898
- Anolis greyi Barbour 1914
- Anolis griseus Garman 1887
- Anolis gruuo Köhler, Ponce, Sunyer & Batista 2007
- Anolis guafe Estrada & Garrido 1991
- Anolis guamuhaya Garrido, Pérez-Beato & Moreno 1991
- Anolis guazuma Garrido 1984
- Anolis gundlachi Peters 1877
- Anolis haetianus Garman 1887
- Anolis haguei Stuart 1942
- Anolis hendersoni Cochran 1923
- Anolis heterodermus Duméril 1851
- Anolis hobartsmithi Nieto-Montes de Oca 2001
- Anolis homolechis Cope 1864
- Anolis huilae Williams 1982
- Anolis humilis Peters 1863
- Anolis ibague Williams 1975
- Anolis imias Ruibal & Williams 1961
- Anolis impetigosus Cope 1864
- Anolis incredulus Garrido & Moreno 1998
- Anolis inderenae Rueda & Hernández-Camacho 1988
- Anolis inexpectatus Garrido & Estrada 1989
- Anolis insignis Cope 1871
- Anolis insolitus Williams & Rand 1969
- Anolis intermedius Peters 1863
- Anolis isolepis Cope 1861
- Anolis isthmicus Fitch 1979
- Anolis jacare Boulenger 1903
- Anolis johnmeyeri Wilson & Mccranie 1982
- Anolis juangundlachi Garrido 1975
- Anolis jubar Schwartz 1968
- Anolis kemptoni Dunn 1940
- Anolis koopmani Rand 1961
- Anolis kreutzi Mccranie, Köhler & Wilson 2000
- Anolis krugi Peters 1877
- Anolis kunayalae Hulebak, Poe, Ibánez & Williams 2007
- Anolis laevis Cope 1876
- Anolis laeviventris Wiegmann 1834
- Anolis lamari Williams 1992
- Anolis latifrons Berthold 1846
- Anolis leachii Duméril & Bibron 1837
- Anolis lemniscatus Boulenger 1898
- Anolis lemurinus Cope 1861
- Anolis limifrons Cope 1871
- Anolis lineatopus Gray 1840
- Anolis lineatus Daudin 1802
- Anolis liogaster Boulenger 1905
- Anolis lionotus Cope 1861
- Anolis lividus Garman 1887
- Anolis longicauda Hallowell 1861
- Anolis longiceps Schmidt 1919
- Anolis longitibialis Noble 1923
- Anolis loveridgei Schmidt 1936
- Anolis loysiana Duméril & Bibron 1837
- Anolis luciae Garman 1887
- Anolis lucius Duméril & Bibron 1837
- Anolis luteogularis Noble & Hassler 1935
- Anolis luteosignifer Garman 1888
- Anolis lynchi Miyata 1985
- Anolis macilentus Garrido & Hedges 1992
- Anolis macrinii Smith 1968
- Anolis macrolepis Boulenger 1911
- Anolis macrophallus Werner 1917
- Anolis maculigula Williams 1984
- Anolis maculiventris Boulenger 1898
- Anolis magnaphallus Poe & Ibánez 2007
- Anolis marcanoi Williams 1975
- Anolis mariarum Barbour 1932
- Anolis marmoratus Duméril & Bibron 1837
- Anolis marron Arnold 1980
- Anolis matudai Smith 1956
- Anolis maynardi Garman 1888
- Anolis medemi Ayala & Williams 1988
- Anolis megalopithecus Rueda-Almonacid 1989
- Anolis megapholidotus Smith 1933
- Anolis menta Ayala, Harris & Williams 1984
- Anolis meridionalis Boettger 1885
- Anolis mestrei Barbour & Ramsden 1916
- Anolis microlepidotus Davis 1954
- Anolis microlepis Álvarez del Toro & Smith 1956
- Anolis microtus Cope 1871
- Anolis milleri Smith 1950
- Anolis mirus Williams 1963
- Anolis monensis Stejneger 1904
- Anolis monticola Shreve 1936
- Anolis muralla Köhler, Mccranie & Wilson 1999
- Anolis nasofrontalis Amaral 1933
- Anolis naufragus Campbell, Hillis & Lamar 1989
- Anolis neblininus Myers, Williams & Mcdiarmid 1993
- Anolis nebuloides Bocourt 1873
- Anolis nebulosus Wiegmann 1834
- Anolis nelsoni Barbour 1914
- Anolis nicefori Dunn 1944
- Anolis nigrolineatus Williams 1965
- Anolis nitens Wagler 1830
- Anolis noblei Barbour & Shreve 1935
- Anolis notopholis Boulenger 1896
- Anolis nubilis Garman 1887
- Anolis occultus Williams & Rivero 1965
- Anolis ocelloscapularis Köhler, Mccranie & Wilson 2001
- Anolis oculatus Cope 1879
- Anolis oligaspis Cope 1894
- Anolis olssoni Schmidt 1919
- Anolis omiltemanus Davis 1954
- Anolis onca O'Shaughnessy 1875
- Anolis opalinus Gosse 1850
- Anolis ophiolepis Cope 1861
- Anolis oporinus Garrido & Hedges 2001
- Anolis orcesi Lazell 1969
- Anolis ortonii Cope 1868
- Anolis pachypus Cope 1876
- Anolis palmeri Boulenger 1908
- Anolis paravertebralis Bernal-Carlo & Roze 2005
- Anolis parilis Williams 1975
- Anolis parvicirculatus Alvarez del Toro & Smith 1956
- Anolis paternus Hardy 1967
- Anolis pentaprion Cope 1863
- Anolis peraccae Boulenger 1898
- Anolis petersii Bocourt 1873
- Anolis philopunctatus Rodrigues 1988
- Anolis phyllorhinus Myers & Carvalho 1945
- Anolis pigmaequestris Garrido 1975
- Anolis pijolense Mccranie, Wilson & Williams 1993
- Anolis pinchoti Cochran 1931
- Anolis placidus Hedges & Thomas 1989
- Anolis poecilopus Cope 1862
- Anolis pogus Lazell 1972
- Anolis polylepis Peters 1874
- Anolis polyrhachis Smith 1968
- Anolis poncensis Stejneger 1904
- Anolis porcatus Gray 1840
- Anolis porcus Cope 1864
- Anolis princeps Boulenger 1902
- Anolis proboscis Peters & Orces 1956
- Anolis propinquus Williams 1984
- Anolis pseudokemptoni Köhler, Ponce, Sunyer & Batista 2007
- Anolis pseudopachypus Köhler, Ponce, Sunyer & Batista 2007
- Anolis pseudotigrinus Amaral 1933
- Anolis pulchellus Duméril & Bibron 1837
- Anolis pumilus Garrido 1988
- Anolis punctatus Daudin 1802
- Anolis purpurescens Cope 1899
- Anolis purpurgularis Mccranie, Cruz & Holm 1993
- Anolis pygmaeus Alvarez del Toro & Smith 1956
- Anolis quadriocellifer Barbour & Ramsden 1919
- Anolis quaggulus Cope 1885
- Anolis quercorum Fitch 1979
- Anolis radulinus Cope 1862
- Anolis reconditus Underwood & Williams 1959
- Anolis rejectus Garrido & Schwartz 1972
- Anolis rhombifer Boulenger 1894
- Anolis richardii Duméril & Bibron 1837
- Anolis ricordi Duméril & Bibron 1837
- Anolis rimarum Thomas & Schwartz 1967
- Anolis rivalis Williams 1984
- Anolis roatanensis Köhler & Mccranie 2001
- Anolis rodriguezi Bocourt 1873
- Anolis roosevelti Grant 1931
- Anolis roquet Bonnaterre 1789
- Anolis rubribarbaris Köhler, Mccranie & Wilson 1999
- Anolis rubribarbus Barbour & Ramsden 1919
- Anolis ruibali Navarro & Garrido 2004
- Anolis ruizi Rueda & Williams 1986
- Anolis rupinae Williams & Webster 1974
- Anolis sabanus Garman 1887
- Anolis sagrei Duméril & Bibron 1837
- Anolis salvini Boulenger 1885
- Anolis santamartae Williams 1982
- Anolis scapularis Boulenger 1908
- Anolis schiedei Wiegmann 1834
- Anolis schmidti Smith 1939
- Anolis scriptus Garman 1887
- Anolis semilineatus Cope 1864
- Anolis sericeus Hallowell 1856
- Anolis serranoi Köhler 1999
- Anolis sheplani Schwartz 1974
- Anolis shrevei Cochran 1939
- Anolis simmonsi Holman 1964
- Anolis singularis Williams 1965
- Anolis smallwoodi Schwartz 1964
- Anolis smaragdinus Barbour & Shreve 1935
- Anolis sminthus Dunn & Emlen 1932
- Anolis solitarius Ruthven 1916
- Anolis spectrum Peters 1863
- Anolis squamulatus Peters 1863
- Anolis strahmi Schwartz 1979
- Anolis stratulus Cope 1861
- Anolis subocularis Davis 1954
- Anolis sulcifrons Cope 1899
- Anolis taylori Smith & Spieler 1945
- Anolis terraealtae Barbour 1915
- Anolis terueli Navarro, Fernandez & Garrido 2001
- Anolis tetarii Barros, Williams & Viloria 1996
- Anolis tigrinus Peters 1863
- Anolis toldo Fong & Garrido 2000
- Anolis tolimensis Werner 1916
- Anolis townsendi Stejneger 1900
- Anolis trachyderma Cope 1876
- Anolis transversalis Duméril 1851
- Anolis trinitatis Reinhardt & Lütken 1862
- Anolis tropidogaster Hallowell 1856
- Anolis tropidolepis Boulenger 1885
- Anolis tropidonotus Peters 1863
- Anolis umbrivagus Bernal-Carlo & Roze 2005
- Anolis uniformis Cope 1885
- Anolis utilensis Köhler 1996
- Anolis utowanae Barbour 1932
- Anolis valencienni Duméril & Bibron 1837
- Anolis vanidicus Garrido & Schwartz 1972
- Anolis vanzolinii Williams, Orces, Matheus, Bleiweiss 1996
- Anolis vaupesianus Williams 1982
- Anolis ventrimaculatus Boulenger 1911
- Anolis vermiculatus Cocteau 1837
- Anolis vescus Garrido & Hedges 1992
- Anolis vicarius Williams 1986
- Anolis villai Fitch & Henderson 1976
- Anolis vittigerus Cope 1862
- Anolis wampuensis Mccranie & Köhler 2001
- Anolis wattsi Boulenger 1894
- Anolis websteri Arnold 1980
- Anolis wermuthi Köhler & Obermeier 1998
- Anolis whitemani Williams 1963
- Anolis williamsii Bocourt 1870
- Anolis williamsmittermeierorum Poe & Yañez-Miranda 2007
- Anolis woodi Dunn 1940
- Anolis yoroensis Mccranie, Nicholson & Köhler 2001
- Anolis zeus Köhler & Mccranie 2001